# Oxid plutoničitý
Oxid plutoničitý je chemická sloučenina s vzorcem PuO2. Tato pevná látka s vysokým bodem tání je hlavní sloučeninou plutonia. Může se lišit v barvě od žluté po olivově zelenou v závislosti na velikosti částic, teplotě a způsobu výroby.

## Struktura
Oxid plutoničitý se používá jako palivo pro kosmické sondy. Například 238PuO2 byl použit jako palivo pro sondu New Horizons na cestě k Plutu, nebo Voyager 1 na cestě do hlubokého vesmíru, sondě se díky tomu podařilo překonat v roce 2012 Heliosféru. Elektřina se z něj získává pomocí radioizotopových termoelektrických generátorů neboli RTG.